# 60-я мотострелковая дивизия
60-я мотострелковая дивизия имени Маршала Советского Союза Ф. И. Толбухина — тактическое соединение Сухопутных войск СССР.
Условное наименование — Войсковая часть № 18643 (в/ч 18643).

## История
Сформирована 15 января 1949 года как 6-я стрелковая дивизия на базе 90-й отдельной стрелковой бригады. Входила в состав 4-й общевойсковой армии Закавказского военного округа.
Директивой от 25 июня 1957 года дивизия переформирована в 60-ю мотострелковую.
Соединение было расформировано в начале 1990-х годов вместе с остальными частями 4-й общевойсковой армии.

## Состав

### 1990
- управление, Ленкорань
- 14-й мотострелковый полк, Банк

31 Т-72, 2 Т-55, 5 Т-54, 2 БМП-1, 1 БРМ-1К, 12 Д-30, 15 МТ-ЛБТ)
- 20-й мотострелковый полк, Астара

31 Т-72, 3 Т-55, 6 Т-54, 3 БМП-1, 2 БРМ-1К, 12 Д-30, 15 МТ-ЛБТ)
- 22-й мотострелковый полк, Пришиб

31 Т-72, 3 Т-55, 40 БМП-2, 60 БМП-1, 5 БРМ-1К, 12 2С1 «Гвоздика»
- 119-й отдельный танковый батальон, Ленкорань

31 Т-72, 4 Т-55, 12 Т-54, 9 БМП-1, 4 БРМ-1К, 1 БТР-80, 5 БТР-70)
- 1073-й артиллерийский полк, Порт-Ильич (36 Д-30, 12 БМ-21 «Град»)
- 1035-й зенитный артиллерийский полк
- 337-й отдельный ракетный дивизион
- 769-й отдельный разведывательный батальон, Ленкорань (1 Р-145БМ)
- 325-й отдельный батальон связи, Ленкорань (5 Р-145БМ)
- 297-й отдельный инженерно-сапёрный батальон, Пришиб (1 ИРМ, 1 УР-77)
- 623-й отдельный батальон химической защиты
- 165-й отдельный ремонтно-восстановительный батальон
- 1544-й отдельный батальон материального обеспечения
- Итого: 159 танков (124 Т-72, 12 Т-55, 23 Т-54), 126 БМП (40 БМП-2, 74 БМП-1, 12 БРМ-1К), 6 БТР (1 БТР-80, 5 БТР-70), 125 МТ-ЛБ, 12 САУ 2С1, 60 орудий Д-30, 12 миномётов ПМ-38, 12 РСЗО[3].

## Командиры дивизии
- Толстиков, Павел Фёдорович (15.01.1949 — 13.09.1952), генерал-майор
- Малюков, Григорий Фёдорович (13.09.1952 — 09.1954), генерал-майор
- Кулагин, Иван Яковлевич (29.12.1954 — 07.08.1956), генерал-майор
- Аббасов, Аким Али оглы (07.08.1956 — 18.02.1961), полковник, с 1957 генерал-майор
- Кондратенко, Сергей Кириллович (18.02.1961 — 15.07.1964), полковник, с 22.02.1963 генерал-майор
- Севастьянов, Константин Васильевич (15.07.1964 — 20.07.1965), генерал-майор
- Малофеев, Алексей Евгеньевич (29.07.1965 — 04.03.1968), полковник, с 23.02.1967 генерал-майор
- Горбанев, Николай Кузьмич (04.03.1968 — 1974), полковник, с 21.02.1969 генерал-майор